# Mola Rasa
La Mola Rasa és una muntanya de 641 metres que es troba entre els municipis de Paüls, a la comarca del Baix Ebre i de Prat de Comte, a la comarca de la Terra Alta.